# Fetzgesburg (Haina)
Die Fetzgesburg ist eine abgegangene Spornburg in der Gemarkung von Haina (Kloster) im nordhessischen Landkreis Waldeck-Frankenberg. Wall und Graben der Anlage sind noch deutlich erkennbar.
Die Anlage, zu deren Bau, Bauzeit, Aussehen und Geschichte bisher praktisch nichts bekannt ist, befindet sich auf 514 m Höhe über NHN etwa 1800 m östlich von Herbelhausen, einem Ortsteil von Gemünden (Wohra), auf einem nach Südwesten gerichteten, bewaldeten und 520,6 m hohen Sporn des Hohlsteins (587,8 m) im Kellerwald. Das Waldstück trägt die Flurbezeichnung „die Burg“. Eine erste Untersuchung und Bestandsaufnahme der Fetzgesburg wurde von der „Commission zur Erforschung vorgeschichtlicher bzw. frühmittelalterlicher Befestigungen“ des Vereins für hessische Geschichte und Landeskunde im Jahr 1900 vorgenommen.